# Guia Lopes da Laguna
Guia Lopes da Laguna est une ville brésilienne de l'État du Mato Grosso do Sul. La municipalité comptait 10 309 habitants en 201. Elle s'étend sur 1 210 km2, à une altitude de 272 mètres.

## Maires
| Période | Période | Identité        | Étiquette | Qualité |
| ------- | ------- | --------------- | --------- | ------- |
| 2009    | 2012    | Jácomo Dagostin | PMDB      |         |